# Johannus Orgelbouw

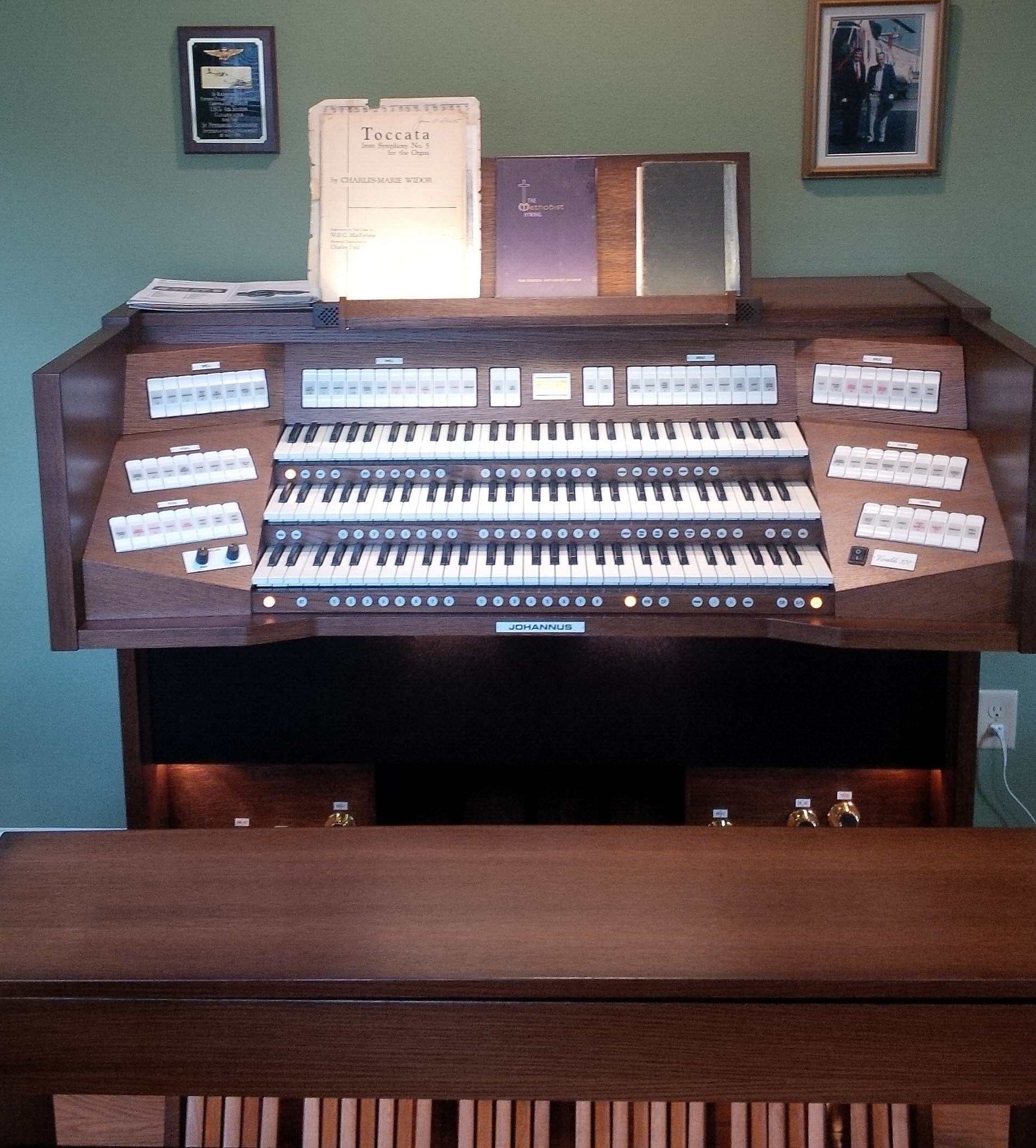
Johannus Vivaldi 370-model, met 73 registers, gebouwd in 2015.

Johannus Orgelbouw is een Nederlandse fabrikant van elektronische orgels voor thuis- en kerkgebruik, gevestigd in Ede, Nederland.

## Geschiedenis
Het bedrijf werd in 1968 opgericht door Johannes (Hans) Versteegt (1928–2011), die eerder al elektronische orgels had ontworpen voor Eminent en Viscount.
In 1971 begon de fabriek met produceren in de Tuinstraat te Veenendaal. Nadat de Johannusorgels waren voorgesteld op de Firato-tentoonstelling in Amsterdam, werden ze geëxporteerd naar landen in heel Europa.
In 1976 werd een nieuwe fabriek gebouwd aan de Morsestraat 28 in Ede. De fabriek had een auditorium, vernoemd naar de beroemde Nederlandse organist Feike Asma (1912-1984). Versteegt liet nu ook exporteren naar de VS, Canada, Zuid-Afrika, Australië en andere landen.
In 1985 ging Hans Versteegt met pensioen bij het door hem opgerichte bedrijf. In 1987 nam Gert van de Weerd Johannus over. Hij verhoogde de orgelverkoop in vele landen. In 2002 werd een nieuw hoofdkantoor en productiefaciliteit ingehuldigd aan de Keplerlaan 2 in Ede. Het nieuwe hoofdkantoor is gebouwd in laat 19e-eeuwse neoclassicistische stijl en heeft een concertzaal met 330 zitplaatsen.
In 2009 ging Gert van de Weerd met pensioen en droeg Johannus over aan zijn twee zonen, Marco (Marketing & Sales) en René (Research & Development). In 2014 werden naar meer dan 100 landen Johannus-producten geëxporteerd. In januari 2016 nam het bedrijf de Amerikaanse orgelfabrikant Rodgers Instruments over. Naast Johannus en Rodgers zijn ze ook eigenaar van de orgelmerken Makin en Copeman Hart.

## Bedrijfsartiesten
- Feike Asma (1912-1984)
- Klaas Jan Mulder (1930-2008)
- André van Vliet (geboren 1969)